# つじかりん
つじ かりん（つじ かりん、1998年9月19日 - ）は、日本の女優。本名は非公開。熊本県生まれの東京都出身。フロム・ファーストプロダクションの１カラットに所属。身長162cm。スリーサイズはB90・W59・H90。

## 略歴
2005年に日本テレビ系連続ドラマ「ごくせん」を見て、普段の印象とギャップの大きい山口久美子役を恰好良く演じる仲間由紀恵に憧れて、女優を目指すようになった。
2006年の小学校2年生の頃より演技や所作を学ぶため、小学校4年生まで子供歌舞伎を習っており、2008年の小学校4年生の頃に主演で「三人吉三」のお坊を演じた。
2016年4月、野島伸司が総合監修しているポーラスター東京アカデミーの第一期生として入学。2018年3月に卒業。
同年11月、生配信アプリSHOWROOMのアマチュア枠にて「かりん塔」というルーム名で配信を開始した。　
2017年8月、渋谷duo MUSIC EXCHANGEにて開催されたイベント「LOVE SUNSHINE 2017」内のファッションショーにSPINNSモデルとしてランウェイデビュー。
2018年2月、ファッション雑誌「NYLON JAPAN」4月号にインタビュー付きで櫻井紗季と共に誌面掲載。
同年3月、ドラマ「彼氏をローンで買いました」第１話と第２話に淵上泰史演じる白石俊平の浮気相手 森川薫役として出演した。
同年7月、ドラマ「チア✩ダン」に藤谷わかば（土屋太鳳）のクラスメイト 森村悠香役としてレギュラー出演した。
同年10月、東京ストーリーテラー 2018年秋公演の舞台「点描の絆」で舞台デビュー。
同年11月、映画「ヌヌ子の聖★戦～HARAJUKU STORY～」で銀幕デビュー。
2019年よりリーディングライブ「ヘッド本。」の準レギュラーとなった。
同年5月、本人念願の時代劇の舞台に出演。時代劇ミュージカル「狂宴哀歌」にて初ヒロインを務めた。
2020年6月、YouTubeにてチャンネル名「かりんつじ」で本格的に活動を開始する（現在はチャンネル名「つじかりん」に変更している）。
同年7月、株式会社チーズfilmに所属し、芸名を「戸田 華鈴（とだ かりん）」に改名。
2021年3月、日本大学 芸術学部 映画学科 演技コースを卒業。芸術学部長賞を受賞。
同年8月、芸名を「戸田 華鈴（とだ かりん）」から「つじ かりん」に再度改名。
同年10月、同事務所の江益凛と共に初の冠ラジオ番組「つじかりんと江益凛の楽屋ラジオ」のパーソナリティを務める。
2022年6月、カメラマン・栗山秀作のテストショット（作品用）として撮影した写真が週刊プレイボーイ編集部の目に留まり、そのまま本誌掲載。グラビアデビューとなった。
同年7月、つじかりんと江益凛の楽屋ラジオの第10回生放送中に所属している株式会社チーズfilmの7月末での退所を発表。
同年8月、株式会社チーズfilmを退所し、フリーで活動を開始。
同年9月、YouTube１週間毎日生配信の企画会議配信にてチャンネル名が「つじかりんの大冒険」に決定。
2023年1月、株式会社１カラット（フロム・ファーストプロダクション）に所属。
同年5月、写真展「再生」のイベントにて日本舞踊を初披露。
2024年4月、ショートドラマアプリBUMPにて初主演作品となる「#愛の掛け惨」が公開。

## 人物
芸名は「つじ かりん」。2020年7月～2021年8月は「戸田 華鈴（とだ かりん）」で、2020年7月以前の事務所所属前は「つじ かりん」で活動していた。本名は公開していない。平仮名なのはエンドロールで目立つため。
活動は女優業が主体ではあるが、モデル業もこなしている。
趣味は、映画・ドラマ・アニメ鑑賞、舞台観劇、バイク（ツーリング）、カメラ、喫茶店巡り、ダーツ、カラオケ、ドラム、漫画（お気に入りは浦安鉄筋家族）。スヌーピーが大好き。一番好きなドラマは「SPECシリーズ」で「死ぬまでに堤幸彦監督と仕事をするのが目標」。
特技は、ダンス、短距離走、パソコン、大食い。

## 出演
※ 映画、ドラマ等の役名が太字のものは主演、下線のものはヒロイン。

### テレビドラマ
- OUR HOUSE（2016年5月1日放送、フジテレビ） - 伴光太郎（加藤清史郎）の同級生役（第3話）
- 好きな人がいること（2016年8月8日放送、フジテレビ） - 高月楓（菜々緒）とすれ違う浴衣姿のカップル役（第5話）
- チア✩ダン（2018年7月13日 - 9月14日放送、TBS） - 藤谷わかば（土屋太鳳）のクラスメイト：森村悠香 役
- 家政夫のミタゾノ（2023年10月10日放送、テレビ朝日） - 高級タワマン済みのモラハラ夫・前田則之の浮気相手・お店の女の子 役（第6シリーズ 第1話）
- 仮想儀礼（2024年1月21日 - 28日、NHK BSプレミアム4K） - 桐生慧海の秘書 役（第7話、第8話）[38]

### 映画
- 兄に愛されすぎて困ってます（2017年6月30日公開、松竹） -　エキストラ
- あのコの、トリコ。（2018年10月5日公開、ショウゲート）　-　エキストラ
- ヌヌ子の聖★戦〜HARAJUKU STORY〜（2018年11月16日公開、SAIGATE） - 田原葵（吉田凜音）の大学のクラスメイト役
  - 舞台挨拶（2018年11月25日開催、下北沢TollyWood）　-　進藤丈広監督、つじかりん、北條愛実、深川栄洋
- 翔んで埼玉（2019年2月22日公開、フジテレビ）- 3年B組生徒役（テイスティングガール、バレエ部員）
- エースになるっちゃ[39]（2020年9月頃公開予定（コロナの影響により未定）、一般社団法人シネマルネッサンス[40]） - メインキャスト[41]のソフトボール部員：佐伯瑠璃子 役
- 階段の先には踊り場がある[42]（2022年3月19日公開[43]、レプロエンタテインメント） -　演劇中は絶対に寝ない家系で育った芸大生（22歳） 冬月 役[44]
  - 舞台挨拶（2022年3月26日開催、池袋シネマ・ロサ） - 木村聡志監督、つじかりん、野島健矢、寺田華佳、藤田健彦
- ALIVEHOON（アライブフーン）[45]（2022年6月10日公開、イオンエンターテイメント） - 小林総一郎が所属するドリフトチームのレースクイーン 役[46]
- 散歩時間〜その日を待ちながら〜[47][48]（2022年12月9日公開、ラビットハウス） - タクシー会社の事務 役

### バラエティ
- りゅうちぇるの失恋歌謡祭（2017年2月4日放送、AbemaTV） - 思い出の失恋ソング：阿部真央「もうひとつの MY BABY」
- 幸せ!ボンビーガール（2017年4月11日放送、日本テレビ） - 梅沢富美男の再現ドラマ内の舞台の観客役
- ハレスタオープニング記念イベント DAY1～池袋の新スタジオに池メン晴れオトコ大集合！！～[49]（2019年11月2日放送、ニコニコ生放送） - 映画「色の街」キャストとして、黒澤優介、矢崎希菜、安慶名晃規、小手伸也（VTR）らと出演
- あらぶんちょ！「＃いつも俺の隣の客はラーメンを美味しそうに食べる女子ばかりだ[50]」（2020年11月23日 - 30日/2020年12月21日、東京ケーブルネットワーク/YouTube） - ラーメン紹介コーナーで内神田の「天天有」でラーメンを隣で食べる女子 役[51]
- あらぶんちょ！「＃いつも俺の隣の客はラーメンを美味しそうに食べる女子ばかりだ」（2021年11月22日/2022年2月4日、東京ケーブルネットワーク/YouTube） - ラーメン紹介コーナーで神田の「麺や そめいよしの」でラーメンを隣で食べる女子 役[52]
- Tokyo 30s Lady. -大人の愛のトリセツ- with anan[53]（2023年12月17日放送、AbemaTV） - ＃1：愛とSEX編[54]のドラマパートの主人公・片瀬すずの同僚 前川里奈(29) 役[55]

### ネットドラマ
- 彼氏をローンで買いました（2018年3月9日、12日公開、dTV×フジテレビ） - 白石俊平（淵上泰史）の浮気相手：森川薫 役（第1、2話）
- 私たちに、明日はある。[56]（2021年8月30日 - 9月9日、AbemaTV） - チーム医療症例演習・発表会「模擬症例：脳梗塞」に神田萌絵（川津明日香）を含む５人のチームで取り組む社会福祉士学科の学生：平井莉子 役
- ショートボイスドラマ『To→You』 実写映像[57]- ボイスドラマのTikTokソロドラマ[58]
  - 第5話「ビールと秘密」[59]（2022年9月18日公開[60]）
  - 第36話「一年半ぶりの君は君のままで、僕は正直ホッとした」[61]（2022年10月9日公開[62]）
  - 第12話「夏の小さな約束」[63]（2022年10月28日公開[64]）
- 晒し愛、こんな夜は誰のせい？[65]（2023年3月1日 - 3月22日公開、YouTube）- 向里祐香演じる杉本沙織が務めるクリニックの受付同僚 佐々木こづえ 役[66]（第３話[67]）
- YouTube10分ドラマ『東京彼女』４月号「クズ男製造女子篇」[68]（2024年4月5日公開、YouTube）- 主人公 加藤ユリアの親友 田中蛍子 役[69]（全４話）
- BUMPドラマ×SORAJIMA作品『#愛の掛け惨』[70]（2024年4月15日公開、BUMP） - 鈴木おさむ原作の主演 空野りんご 役[71]

### 舞台
- 子供歌舞伎（2006年 - 2008年） - 「三人吉三」お坊 役、「白浪五人男」役名不明、「浜松屋」役名不明
- ヘッド本～夏の承～（2018年6月23日：4回公演、NOSE art-garage） - 朗読劇「あなたへ」「有無相通ずる」「トリガー」「星」
- 点描の絆[11]（2018年10月4日 - 8日：5回公演、池袋シアターKASSAI） - 若い頃の村上八重子 役（Aチーム）
- juuri（2018年10月20日公演、南青山MANDALA） - 演劇×朗読×音楽ライブ、シュイ 役
- ヘッド本アザーサイド～冬怪談～（2018年12月22日：2回公演、NOSE art-garage） - 朗読劇「バスを降りたら」「あなたの私」「おじいちゃん家」「クリスマス」
- ヘッド本.is（2019年2月16日 - 17日：8回公演、NOSE art-garage） - 朗読劇「モツゴとヨシノボリと。たま～にメダカ」「ゼロ探偵社ですけど～日影日和の事件備忘録～」「片、想い～Re:Mind～」
- 新撰組 -狂宴哀歌-（2019年5月3日 - 6日：5回公演、IMAホール） - 剣舞プロジェクト[72]の時代劇ミュージカル　土方歳三（徳山秀典）の相手役ヒロイン 菊姫 役（Aチーム）
- ヘッド本。夏！（2019年8月10日：4回公演、NOSE art-garage） - 朗読劇「ミス・コール」「八月になれば鯨がやってくる」「モツゴとヨシノボリ、たま～にメダカ ～海へ行く編～」「その街、最後の花火」
- 「Reading Film's #２」-声と映画を繋げるリーディングライブ-（2020年3月8日：3回公演、Under the mat） -朗読劇「小さな灯りの先に」（片桐泰葉 役）、短編映画「Midnight Call[73]」
- 春に思い出す、夏の君はもう遠く[74]（2020年9月9日 - 13日：4回公演、池袋シアターKASSAI） - 劇団皇帝ケチャップ[75]の第10回公演、赤間智 役（team夏）
- 即興コントステージ～X'mas公演～[76]（2020年12月20日：2回公演、四谷三丁目ドリームシアター） - フレッシュ企画、サンタコス（一部）とクリスマスデート服（二部）でコント、マジ告白演技対決で優勝し、クイーンになる[77][78]
- 徒然アルツハイマー[79][80]（2021年6月16日 - 24日：8回公演、駅前劇場[81]） - 演劇企画集団Jr.5[82][83] の第11回公演、［長女］河内 恵 役（Sチーム）
- 選ばれるのはいつだって一人なんだから[84]（2022年5月11日 - 15日：8回公演、池袋シアターKASSAI） - 劇団皇帝ケチャップの第13回公演、愛世の姉で現生徒会会計　伊藤和世 役[85]（Team Doughnut/Pudding）
- It’s My LIFE 2022 - 強烈！花と嵐のミヤコパレス -[86] （2022年8月3日 - 7日：8回公演、テアトルBONBON） - パフォーマンスユニットTWT[87]の第10回公演、声のみの出演
  - 2022年7月3日に出演者変更のお知らせ[88] - 体調不良により後輩[89] 役を降板[90]（声のみの出演）
- ツァイガルニクに勝つ記憶（2023年1月28 - 29日：5回公演、中野シアターかざあな） - 地下富士と廃校[91]の第１回公演、７本の短編オムニバス会話劇。「ラーメン屋前にて」：望美 役、「銀行にて」：橋本洋子 役、「観覧車にて」：鈴木美穂 役、「エレベーターにて」：里田ひろみ 役
- 虚しさだけがいつも傍にある（2023年4月19日 - 23日：4回公演、浅草九劇） - 劇団皇帝ケチャップの第15回公演、川原久喜[92] 役（スプーンteam）
- 辺ぴから徒歩３分（2023年10月7日 - 9日：6回公演、遊空間がざびぃ）- 地下富士と廃校[93]の第２回公演、７本の短編オムニバス会話劇。浮気した彼氏の太陽を殺して自殺を図った千々石月夜（ちぢわ つきよ） 役
- 私の娘でいて欲しい（2023年11月8日 - 12日：8回公演、浅草九劇） - 劇団皇帝ケチャップの第16回公演、浮島琴子[94] 役（TEAM MILK＆EGG）
- フライドBALL企画 vol.66『Funkyナース〜きばらんか！〜』Bチーム出演（2024年8月14日-18日：7回公演、THEATER BRATS)千葉美幸役
- 方南ぐみ企画公演 朗読劇「青空」（2025年2月1日、俳優座劇場）[95]

### ラジオ
- 火曜BEAST!!!!!!! つじかりんと江益凛の楽屋ラジオ[96][97]（2021年10月19日 - 2022年7月19日：毎月第３火曜日 20:00～21:00生放送（全10回）、レインボータウンFM[98]） - 同チーズfilm所属の江益凛とパーソナリティを務める初の冠ラジオ番組
  - TikTokアカウント「つじかりんと江益凛の楽屋ラジオ」@gakuyaradio[99] ‐ リンリン対決の敗者が罰ゲームのTikTok動画を公開するためのアカウント
  - つじかりんの2022年7月31日の事務所退所に伴い、第10回（2022年7月19日）への出演をもってラジオ番組から卒業[100]

| 放送回   | 放送日         | 放送形態     | ゲスト ※敬称略 | お便りテーマ               | 勝者はどっちだ？リンリン対決         |
| -------- | -------------- | ------------ | -------------- | -------------------------- | ------------------------------------ |
| 第１回   | 2021年10月19日 | 公開生放送   | －             | －                         | －                                   |
| 第２回   | 2021年11月16日 | 公開生放送   | －             | 今年やり残したこと         | －                                   |
| 第３回   | 2021年12月21日 | 公開生放送   | 松尾大輔       | －                         | －                                   |
| 第４回   | 2022年1月18日  | 1/11収録放送 | 柴田啓佑       | 年越しの瞬間何をしていた？ | －                                   |
| 第５回   | 2022年2月15日  | 公開生放送   | 松森モヘー     | バレンタインの思い出       | －                                   |
| 第６回   | 2022年3月15日  | 公開生放送   | 吉田武寛       | 卒業といえば               | －                                   |
| 第７回   | 2022年4月19日  | 収録放送     | 上村奈帆       | 自分の治したい部分         | －                                   |
| 第８回   | 2022年5月17日  | 公開生放送   | 櫻井智也       | SNS体験談                  | 「プロポーズの言葉」勝者：つじかりん |
| 第９回   | 2022年6月21日  | 公開生放送   | なるせゆうせい | 私のストレス発散法         | 「初デートの誘い方」                 |
| 第１０回 | 2022年7月19日  | 公開生放送   | －             | －                         | －                                   |

- つじかりんのなんちゃってラジオ[125]（2022年9月18日 -　、Spotify）- 大好きな作品について語り尽くすPodcast番組[126]。ショートドラマレーベル『To→You』とのタイアップ企画。

| エピソード | 公開日        | トークテーマ               |
| ---------- | ------------- | -------------------------- |
| #1         | 2022年9月18日 | 自己紹介                   |
| #2         | 2022年10月7日 | 四畳半タイムマシンブルース |
| #3         | 2022年12月2日 | 最近観たおすすめアニメ     |

### ミュージックビデオ
- 作者未明「歩み[133]」（2018年11月11日公開、Twitter）
- ミオヤマザキ「ふたりぼっち[134]」（2018年12月10日公開、YouTube） -  永井理子演じる役のいじめっこ アミ 役
- 松室政哉「にらめっこ[135]（Short ver.）」（2020年2月10日公開、YouTube） - 作中の４組のカップルの彼女 役
  - 「にらめっこ[136]（Full ver.）」（2020年4月7日公開、YouTube）

- Fanz Union「ミドル[137]」（2020年9月4日公開、YouTube）
- GoodMoon「Killing Time[138]」（2021年3月1日公開、YouTube）
- マルシィ「オードトワレ[139]」（2021年4月26日公開、YouTube）
- GAL[140]「荒野の花[141]」（2022年7月20日公開、YouTube）
- ORCALAND[142]「最近のこと[143]」（2022年11月14日公開、YouTube）
- ミイ[144]「ジンジャーエール[145]」（2023年2月14日公開、YouTube） - ジンジャーエールの作り方を教える彼女 役
- Laughing Hick「女だから[146]」（2023年7月14日公開、YouTube） - 初のキスシーン[147]。作中のカップル 役
- 山崎玲生[148]「椅子取りゲーム[149]」（2023年9月15日公開、YouTube）
- 朝４時[150]「ブルーアウト[151]」（2024年2月28日公開、YouTube）

### CM・広告
- 金沢PATIO イメージガール（2018年1月 - 4月） -  ファッションビル内看板、Twitter、Instagram、Facebook、公式ホームページに掲載
- 資生堂新商品PR「レシピスト日焼け止めクリーム」（2018年8月14日公開、YouTube）
- リーディングライブ「ヘッド本。」イメージガール（2019年6月 - 2020年6月）
- KYOSEN GROUP[152]公式モデル（2020年7月 - 2021年7月） - 京都さがの館「卒業式 袴 宅配ネットレンタル[153]」HPモデル
- アットホームCM「いいお店探し篇」（2020年11月9日公開/14日放映、YouTube[154]/全国TV放映[155][156]） - 一人暮らしを始める学生 役
- UQモバイル WebCM「REC三姉妹～次女～篇[157]」「REC三姉妹～三女～篇[158]」（2021年2月8日公開、YouTube）- RECする人 役
- ヤクルト×ドラマスペシャル「神様のカルテ[159]」コラボCM （2021年2月15日 - 3月8日放映、テレビ東京）
- 東京ガス WebCM「先まわりする女性」篇[160] 90秒[161] / 60秒[162] / 30秒[163]（2021年3月18日公開、YouTube） - レストランでデート中のカップル 役
- 三井アウトレットパーク WebCM『ちょっとでも楽しめる篇』60秒[164] / 15秒[165]（2021年3月19日公開、YouTube） - 放課後に一人で買い物を満喫する学生 役
- 花王 サクセス24 フレグランスワックス[166]『タッチするたび香る！』篇[167] （2021年4月2日公開、全国TV放映[168]/YouTube）
- みんな電力「ご家庭向け電力サービス」Webページスチール[169]（2021年4月頃）
- 国土交通省WebCM 水害リスク啓発動画「きみの街にひそんでいる！気をつけ妖怪図鑑～若年層編～」[170]（2021年6月29日公開、YouTube） - リモート飲みする５人組の一人 役
- 推しごと[171]CM[172]（2021年9月17日公開、関東TV放映/YouTube） - テレビ朝日「ラストアイドル」番組内CM
  - プロフィール[173]＆インタビュー[174]記事掲載（2021年4月28日）
- セブンプレミアムWebCM 毎日着られる洗える「セブンプレミアム　ライフスタイル　カシミアセーター[175]/メリノセーター[176]」（2021年10月6日公開、YouTube） - 女優カシミアセーター 役 / 女性メリノセーター 役
- 宝仙堂 凄十[177] TVCM「SJ MJ W凄淳」篇[178] / 「勝ちたいから、凄十」篇[179]（2021年11月2日公開、全国TV放映[180]/YouTube） - 溝端淳平の後輩OL 役
- 日本生命保険相互会社 企業イメージCM「幸せを長く」篇[181] 90秒[182] / 60秒[183]（2021年12月1日放映/2022年1月14日公開、全国TV放映[184]/Youtube） - 浜辺のカップル 役
- 株式会社DREAMIX[185]広告Webドラマ「強くて良い会社」[186] EPISODE.1[187]2[188]3[189]Full[190]（2022年1月24日公開、YouTube） - 働き甲斐を見失いつつある入社２年目の経営戦略室所属　清田 明日香 役
- 内閣府男女共同参画局 人身取引対策 啓発動画（2022年3月18日公開/2022年3月21-27日放送、YouTube/JR東日本トレインチャンネル）
  - 「人身取引（性的サービスや労働の強要等）は犯罪です。取り締まりを強化しています。」[191] - 被害者 役
  - 「人身取引（性的サービスや労働の強要等）の被害に気づいたら、相談を。」[192] - 被害者 役＆ナレーション
  - 「人身取引（性的サービスや労働の強要等）の被害や加害は身近にあります。」[193] - 被害者 役＆ナレーション
- 東洋幻想譚MMORPGアプリ「暁ノ天刃録[194]」WebCM（2022年6月30日公開、Instagram）
- 国土交通省WebCM マイ・タイムライン紹介動画「マイ・タイムライン～災害時にとるべき行動計画～」[195]（2023年3月8日公開、YouTube） - 災害に備える大学生ミキ 役
- 宝仙堂 凄十[196] TVCM「こだわれ、勝ちに～それでも今日は」篇[197]（2023年10月30日公開、全国TV放映[198]/YouTube） - OL 役
- サントリー フレシネ WebCM「キラキラのフレシネでスペシャルパーティー」篇[199][200]（2023年11月17日公開、YouTube） - 全８パターン「#1 フレシネがない[201]」「#2 どっち[202]」「#3 儀式[203]」「#4 バスク[204]」「#5 そういうのほんと大事[205]」「#6 おみや[206]」「#7 ちょっと辛口[207]」「#8 懐古[208]」
- 海上保安庁PR動画「海上保安官物語」（2024年4月公開、YouTube）- 転職組 浜口未久 役[209]
  - vol.1「妻は海上保安官篇」[210]（2024年4月5日公開）
  - vol.2「兄は海上保安官篇」[211]（2024年4月8日公開）

### ゲーム・アプリ
- アプリ「ブレイブファンタジア[212]」に本人役キャラクター「百花の蕾 つじかりん[213]」として登場（入手可能期間：2019年4月3日～5月7日） - アプリサービス終了（2021年1月26日）

### イベント
- 第１回キレイプロジェクト[214]（2017年3月28日開催、KINUJOとALFALAN主催） - 女子高生限定の表参道～原宿エリアのゴミ拾いイベント

- LOVE SUNSHINE 2017[215]（2017年8月17日開催、渋谷duo music exchange） - SPINNSモデルとしてランウェイ[216]とインタビュー[217]
- 今井華トークショー（2017年12月23日開催、金沢PATIO） - メインMC
- GIRLS MEETING FUKUOKA in TENJIN CORE[218]（2019年12月14日開催、天神コア） - プレゼント抽選のMCとSPINNSモデルとしてランウェイ[219]

### 展示
- おのじゅんや「Animism[220]」（2018年11月2日 - 4日公開、日芸大夜芸祭） - 早乙女ゆうと2人でモデルを務める
- はじまりの、役者100人展[221]（2021年12月21日 - 29日公開、渋谷ギャラリー・ルデコ 3F〜6F） - gekichapによる写真展 役者100人展シリーズの第四弾「複数の僕とタイムマシン」 ツバサ 役[222]
  - はじまりの、役者100人展インタビュー（つじかりん）[223] - 2021年12月17日YouTube限定公開
  - はじまりの、役者100人展メイキング（つじかりん）[224]- 2021年12月13日YouTube限定公開
- 写真展「再生」[225]（2023年5月2日 - 5日公開、渋谷スクランブルスクエア15F）
  - イベント（2023年5月3日開催） - 道田里羽の書道×つじかりんの日本舞踊[226]
  - 短編映画「あくびの再生」（2023年5月3日上映、5月8日 - 6月4日限定公開、YouTube） - つじかりん 役
  - 『再生』ドキュメンタリー（2023年5月23日 - 6月30日限定公開、YouTube）

### 自主制作
- 月待ち人[227]（2017年5月29日公開、YouTube） - 役名不明
- からから[228]（2017年7月25日公開、YouTube） - みさき 役
- 友人、君[229]（2018年5月20日公開、YouTube） - 加藤良子 役
- ファッションランナー（2018年6月29日上映、日大芸術学部） - 魔法の口紅を手に入れオシャレ３人組と戦うダサい大学生 昇子 役
- 五反田のアンガジュマン[230]（2019年2月1日予告編公開、Instagram） - 田中由美 役
- 色の街[231]（2019年6月23日公開） - 西村亜美 役
  - 完成披露試写会＆舞台挨拶/プレミアムトークショー（2019年6月23日開催、早稲田小劇場どらま館）　-　森平周（監督）、黒澤優介、矢崎希菜、安慶名晃規、つじかりん（トークショーのMCも担当）、早乙女ゆう
  - Amazonプライムビデオ配信[232]（2021年3月22日公開）
- 【ゾッとする話】もし友達が泊まらなかったら[233]（2020年6月26日公開、YouTube） - 中原玲 役
- 日本大学芸術学部令和２年度卒業制作 松平組『ガーベラを鏤めて[234]』（2022年2月14日公開、YouTube） - 当たり前の日常の大切さと姉弟愛をテーマにした短編映画。だらしなく、ガサツな姉・茜奈 役
- 待ち人来たらず（公開未定） - 堀玲奈 役
  - 舞台挨拶（2023年10月29日開催、アスモ劇場） - ちば外房映画祭2023[235]、登壇者：つじかりん[236]

## 出版

### 写真集
- 週プレ デジタル写真集「女優、つじかりんの決意」[237]（2022年6月13日発売、集英社） - 撮影：栗山秀作　ページ数：54P

### 雑誌
- NYLON JAPAN（トランスメディア）
  - 2018年4月号[238]（2018年2月28日発売）P75
- アサヒカメラ（朝日新聞出版）
  - 2019年9月号[239]（2019年8月20日発売）P134-137
- 週刊プレイボーイ（集英社）
  - 2022年6月27日号 No.26[240]（2022年6月13日発売）P127、P189-194

### 新聞
- 夕刊フジ（産業経済新聞社）
  - 第16020号（2022年6月22日発売）P13